# Juventus Football Club 2020-2021 (femminile)
Questa voce raccoglie le informazioni riguardanti la squadra femminile della Juventus Football Club nelle competizioni ufficiali della stagione 2020-2021.

## Divise e sponsor
Il fornitore tecnico per la stagione 2020-2021 è adidas, mentre gli sponsor ufficiali sono Jeep, il cosponsor M&M's e il back sponsor Allianz.
Le tenute di gioco sono le stesse usate dalla sezione maschile. La prima divisa è caratterizzata dal ritorno alla classica maglia juventina a strisce bianconere, queste ammodernate tramite un effetto pennellato, e dalla presenza di vari dettagli dorati; pantaloncini e calzettoni sono bianchi, anch'essi con richiami dorati. La seconda divisa è un completo «night indigo» con dettagli argentati, mentre la terza divisa è caratterizzata da una tinta arancione dal disegno fortemente artistico.
L'8 novembre 2020, per la sfida casalinga di campionato contro il Sassuolo, la squadra indossa una speciale quarta divisa, frutto della collaborazione tra adidas e il marchio streetwear Humanrace di Pharrell Williams: questa richiama la seconda maglia vestita dalla squadra maschile nella stagione 2015-2016, rosa con fascia sul petto, nell'occasione ridisegnata secondo una tecnica «hand-painted».
Nella trasferta di campionato del 20 marzo 2021 contro la Fiorentina, in prossimità della giornata internazionale per l'eliminazione della discriminazione razziale, le bianconere scendono in campo con una personalizzazione ad hoc per nomi e numeri di gioco, consistente in statistiche legate al razzismo.
In occasione dell'ultima giornata di campionato contro l'Inter la squadra scende in campo indossando la divisa della stagione 2021-2022.
| Casa | Casa (23 maggio 2021) | Trasferta | Terza divisa |

Per i portieri sono disponibili tre divise in varianti giallo, arancione e grigio. A stagione in corso, abbinato alla quarta divisa, è stato approntato un ulteriore completo riservato agli estremi difensori in variante verde. Similmente con quanto avvenuto per le calciatrici di movimento, nell'ultima partita di campionato anche i portieri juventini scendono eccezionalmente in campo con le divise della stagione 2021-2022.

## Organigramma societario
Area sportiva
- Head of Women: Stefano Braghin
- Dirigente accompagnatore: Elisa Miniati

Area tecnica
- Allenatore: Rita Guarino
- Allenatore in seconda: Matteo Scarpa
- Preparatore atletico: Emanuele Chiappero
- Preparatore dei portieri: Giuseppe Mammoliti

Area sanitaria
- Centro medico: J-Medical

## Rosa
Rosa aggiornata al 2 febbraio 2021.
| N. |                      | Ruolo | Calciatrice          |
| -- | -------------------- | ----- | -------------------- |
| 1  | Italia (bandiera)    | P     | Laura Giuliani       |
| 2  | Finlandia (bandiera) | D     | Tuija Hyyrynen       |
| 3  | Italia (bandiera)    | D     | Sara Gama (capitano) |
| 4  | Italia (bandiera)    | C     | Aurora Galli         |
| 5  | Argentina (bandiera) | C     | Dalila Ippólito      |
| 7  | Italia (bandiera)    | C     | Valentina Cernoia    |
| 8  | Italia (bandiera)    | C     | Martina Rosucci      |
| 9  | Rep. Ceca (bandiera) | A     | Andrea Stašková      |
| 10 | Italia (bandiera)    | A     | Cristiana Girelli    |
| 11 | Italia (bandiera)    | A     | Barbara Bonansea     |
| 12 | Danimarca (bandiera) | D     | Matilde Lundorf      |
| 13 | Italia (bandiera)    | D     | Lisa Boattin         |
| 14 | Danimarca (bandiera) | C     | Sofie Junge Pedersen |
| 15 | Italia (bandiera)    | D     | Vanessa Panzeri      |

| N. |                    | Ruolo | Calciatrice                    |
| -- | ------------------ | ----- | ------------------------------ |
| 17 | Svezia (bandiera)  | A     | Lina Hurtig                    |
| 19 | Francia (bandiera) | C     | Annahita Zamanian              |
| 20 | Brasile (bandiera) | A     | Maria Alves                    |
| 21 | Italia (bandiera)  | C     | Arianna Caruso                 |
| 23 | Italia (bandiera)  | D     | Cecilia Salvai (vice capitano) |
| 26 | Italia (bandiera)  | D     | Sara Caiazzo                   |
| 27 | Italia (bandiera)  | C     | Alice Giai                     |
| 32 | Svezia (bandiera)  | D     | Linda Sembrant                 |
| 33 | Italia (bandiera)  | D     | Michela Giordano               |
| 36 | Italia (bandiera)  | P     | Valentina Soggiu               |
| 42 | Croazia (bandiera) | P     | Doris Bačić                    |
| 46 | Italia (bandiera)  | P     | Sabrina Tasselli               |
| 99 | Italia (bandiera)  | A     | Alice Ilaria Berti             |

## Calciomercato

### Sessione estiva(dal 1/07 al 2/09)
| Acquisti         | Acquisti           | Acquisti        | Acquisti      |
| R.               | Nome               | da              | Modalità      |
| ---------------- | ------------------ | --------------- | ------------- |
| D                | Martina Lenzini    | Sassuolo        | fine prestito |
| D                | Matilde Lundorf    | Brighton & Hove | svincolata    |
| C                | Dalila Ippólito    | UAI Urquiza     | svincolata    |
| C                | Valentina Puglisi  | Tavagnacco      | fine prestito |
| A                | Sofia Cantore      | Verona          | fine prestito |
| A                | Benedetta Glionna  | Verona          | fine prestito |
| A                | Lina Hurtig        | Linköping       | svincolata    |
| Altre operazioni |                    |                 |               |
| R.               | Nome               | da              | Modalità      |
| D                | Paola Boglioni     | Empoli          | fine prestito |
| A                | Federica Anghileri | Empoli          | fine prestito |

| Cessioni         | Cessioni           | Cessioni            | Cessioni   |
| R.               | Nome               | a                   | Modalità   |
| ---------------- | ------------------ | ------------------- | ---------- |
| D                | Michela Franco     |                     | svincolata |
| D                | Martina Lenzini    | Sassuolo            | prestito   |
| C                | Melissa Bellucci   | Empoli              | prestito   |
| C                | Valentina Puglisi  | Tavagnacco          | prestito   |
| C                | Aleksandra Sikora  |                     | svincolata |
| A                | Asia Bragonzi      | Verona              | prestito   |
| A                | Sofia Cantore      | Florentia S.G.      | prestito   |
| A                | Benedetta Glionna  | Empoli              | prestito   |
| Altre operazioni |                    |                     |            |
| R.               | Nome               | a                   | Modalità   |
| P                | Beatrice Beretta   | Tavagnacco          | prestito   |
| D                | Beatrice Airola    | Orobica             | prestito   |
| D                | Paola Boglioni     | Florentia S.G.      | prestito   |
| D                | Margherita Brscic  | Empoli              | prestito   |
| D                | Carlotta Masu      | Cittadella          | prestito   |
| D                | Martina Toniolo    | Empoli              | prestito   |
| C                | Ludovica Silvioni  | Pink Sport Time     | prestito   |
| C                | Alessia Accornero  | Florentia S.G.      | definitivo |
| A                | Federica Anghileri | Florentia S.G.      | prestito   |
| A                | Flavia Devoto      | Tavagnacco          | prestito   |
| D                | Giulia Mancuso     | Independiente Ivrea | prestito   |

### Sessione invernale
| Acquisti         | Acquisti         | Acquisti         | Acquisti         |
| R.               | Nome             | da               | Modalità         |
| Altre operazioni | Altre operazioni | Altre operazioni | Altre operazioni |
| R.               | Nome             | da               | Modalità         |
| ---------------- | ---------------- | ---------------- | ---------------- |

| Cessioni         | Cessioni               | Cessioni           | Cessioni   |
| R.               | Nome                   | a                  | Modalità   |
| ---------------- | ---------------------- | ------------------ | ---------- |
| P                | Sabrina Tasselli       | Napoli             | svincolata |
| D                | Vanessa Panzeri        | Sassuolo           | prestito   |
| Altre operazioni |                        |                    |            |
| R.               | Nome                   | a                  | Modalità   |
| C                | Maria Letizia Musolino | San Marino         | prestito   |
| A                | Lorenza Scarpelli      | Cittadella         | prestito   |
| A                | Nicol Gianesin         | Tavagnacco         | prestito   |
| A                | Gaia Distefano         | ChievoVerona Valpo | prestito   |

## Risultati

### Serie A

#### Girone di andata
| Arbitro: | Di Graci (Como) |

|  |           |                        |
|  | Marcatori | 53’ Girelli 56’ Caruso |

| Arbitro: | Nicolini (Brescia) |

|                                                    |           |                                       |
| Bonansea 13’, 54’ Girelli 58’ (rig.), 90+3’ (rig.) | Marcatori | 37’ Acuti 52’ Polli 85’ (rig.) Prugna |

| Arbitro: | Caldera (Como) |

|                        |           |  |
| Girelli 71’ Caruso 82’ | Marcatori |  |

| Arbitro: | Marcenaro (Genova) |

|  |           |                    |
|  | Marcatori | 12’ (rig.) Girelli |

| Arbitro: | Colombo (Como) |

|                                              |           |  |
| Girelli 4’ Alves 15’ Bonansea 66’ Hurtig 80’ | Marcatori |  |

| Arbitro: | Di Cairano (Ariano Irpino) |

|  |           |                                                 |
|  | Marcatori | 15’ Caruso 25’ Girelli 35’ Cernoia 84’ Stašková |

| Arbitro: | Panettella (Gallarate) |

|                                                  |           |  |
| Sembrant 57’ Caruso 69’ Cernoia 84’ Zamanian 89’ | Marcatori |  |

| Arbitro: | Lovison (Padova) |

|            |           |                               |
| Wagner 44’ | Marcatori | 54’ Caruso 57’ (rig.) Girelli |

| Arbitro: | Cosso (Reggio Calabria) |

|            |           |                              |
| Huchet 39’ | Marcatori | 60’ Alves 82’ (rig.) Girelli |

| Arbitro: | Ferrieri Caputi (Livorno) |

|                                          |           |               |
| Girelli 12’, 36’ Sembrant 25’ Hurtig 89’ | Marcatori | 27’ Serturini |

| Arbitro: | Zufferli (Udine) |

|  |           |                                                 |
|  | Marcatori | 54’ (rig.) Girelli 68’ Galli 87’ Junge Pedersen |

#### Girone di ritorno
| Arbitro: | Nicolini (Brescia) |

|                                                                            |           |  |
| Hurtig 13’ Junge Pedersen 26’ Girelli 31’ (rig.) Bonansea 37’ Zamanian 89’ | Marcatori |  |

| Arbitro: | Di Graci (Como) |

|  |           |                             |
|  | Marcatori | 27’, 63’ Girelli 57’ Hurtig |

| Arbitro: | Di Cairano (Ariano Irpino) |

|           |           |                                            |
| Landa 78’ | Marcatori | 13’ (aut.) Montalti 66’ Hurtig 89’ Girelli |

| Arbitro: | Feliciani (Teramo) |

|                                                  |           |  |
| Bonansea 8’ Hurtig 26’ Stašková 83’ Caruso 90+2’ | Marcatori |  |

| Arbitro: | Maggio (Lodi) |

|              |           |                   |
| Clelland 33’ | Marcatori | 13’, 44’ Stašková |

| Arbitro: | Lovison (Padova) |

|                                                                                             |           |              |
| Hurtig 11’ Sembrant 21’ Enlid 56’ (aut.) Girelli 63’, 69’, 72’, 87’ Stašková 66’ Salvai 81’ | Marcatori | 61’ Helmvall |

| Arbitro: | Acanfora (Castellammare di Stabia) |

|  |           |                                   |
|  | Marcatori | 42’ (rig.), 47’ Cernoia 77’ Alves |

| Arbitro: | Pascarella (Nocera Inferiore) |

|                                                                          |           |                |
| Lundorf 6’ Junge Pedersen 30’ Cernoia 42’ Stašková 61’, 68’ Bonansea 71’ | Marcatori | 48’ Martinovic |

| Arbitro: | Galipò (Firenze) |

|                          |           |  |
| Girelli 19’ Bonansea 29’ | Marcatori |  |

| Arbitro: | Delrio (Reggio Emilia) |

|  |           |              |
|  | Marcatori | 52’ Bonansea |

| Arbitro: | Cascone (Nocera Inferiore) |

|                                                         |           |  |
| Gama 4’ Girelli 5’ Caruso 11’ Hyyrynen 19’ Stašková 74’ | Marcatori |  |

### Coppa Italia

#### Gironi eliminatori
| Arbitro: | Allegretta (Molfetta) |

|           |           |                                                      |
| Pinna 85’ | Marcatori | 32’ Cernoia 52’, 90’ Stašková 67’ Ippólito 84’ Alves |

| Arbitro: | Castellone (Napoli) |

|              |           |                                        |
| Helmvall 47’ | Marcatori | 4’, 61’ Bonansea 7’ Alves 13’ Zamanian |

#### Quarti di finale
| Arbitro: | Cascone (Nocera Inferiore) |

|                                  |           |                                                              |
| Glionna 37’, 44’, 49’ Dompig 75’ | Marcatori | 41’ Boattin 68’ Zamanian 77’ Stašková 78’ Girelli 87’ Salvai |

| Arbitro: | Perenzoni (Rovereto) |

|                                                                |           |  |
| Bonansea 20’ Girelli 30’ (rig.) Sembrant 60’ Stašková 80’, 89’ | Marcatori |  |

#### Semifinali
| Arbitro: | Rutella (Enna) |

|                         |           |            |
| Serturini 2’ Thomas 88’ | Marcatori | 49’ Hurtig |

| Arbitro: | Colombo (Como) |

|                                             |           |                       |
| Junge Pedersen 18’ Girelli 90+2’ Gama 90+6’ | Marcatori | 77’ Thomas 82’ Lázaro |

### Women's Champions League
| Arbitro: | Hussein |

|                                |           |                                          |
| Hurtig 16’ Buchanan 38’ (aut.) | Marcatori | 30’ (rig.) Renard 68’ Malard 88’ Kumagai |

| Arbitro: | Persson |

|                                      |           |  |
| Marozsán 21’ Malard 88’ Cayman 90+1’ | Marcatori |  |

### Supercoppa italiana
| Arbitro: | Marcenaro (Genova) |

|                           |           |           |
| Bonansea 23’ Girelli 116’ | Marcatori | 48’ Swaby |

| Arbitro: | Marotta (Sapri) |

|                   |           |  |
| Bonansea 39’, 55’ | Marcatori |  |

## Statistiche

### Statistiche di squadra
| Competizione             | Punti | In casa | In casa | In casa | In casa | In casa | In casa | In trasferta | In trasferta | In trasferta | In trasferta | In trasferta | In trasferta | Totale | Totale | Totale | Totale | Totale | Totale | DR  |
| Competizione             | Punti | G       | V       | N       | P       | Gf      | Gs      | G            | V            | N            | P            | Gf           | Gs           | G      | V      | N      | P      | Gf     | Gs     | DR  |
| ------------------------ | ----- | ------- | ------- | ------- | ------- | ------- | ------- | ------------ | ------------ | ------------ | ------------ | ------------ | ------------ | ------ | ------ | ------ | ------ | ------ | ------ | --- |
| Serie A                  | 66    | 11      | 11      | 0       | 0       | 49      | 6       | 11           | 11           | 0            | 0            | 26           | 4            | 22     | 22     | 0      | 0      | 75     | 10     | +65 |
| Coppa Italia             | -     | 2       | 2       | 0       | 0       | 8       | 2       | 4            | 3            | 0            | 1            | 15           | 8            | 6      | 5      | 0      | 1      | 23     | 10     | +13 |
| Women's Champions League | -     | 1       | 0       | 0       | 1       | 2       | 3       | 1            | 0            | 0            | 1            | 0            | 3            | 2      | 0      | 0      | 2      | 2      | 6      | -4  |
| Supercoppa italiana      | -     | 0       | 0       | 0       | 0       | 0       | 0       | 0            | 0            | 0            | 0            | 0            | 0            | 2      | 2      | 0      | 0      | 4      | 1      | +3  |
| Totale                   | -     | 14      | 13      | 0       | 1       | 59      | 11      | 16           | 14           | 0            | 2            | 41           | 16           | 32     | 29     | 0      | 3      | 104    | 27     | +77 |

### Andamento in campionato
| Giornata  | 1 | 2 | 3 | 4 | 5 | 6 | 7 | 8 | 9 | 10 | 11 | 12 | 13 | 14 | 15 | 16 | 17 | 18 | 19 | 20 | 21 | 22 |
| --------- | - | - | - | - | - | - | - | - | - | -- | -- | -- | -- | -- | -- | -- | -- | -- | -- | -- | -- | -- |
| Luogo     | T | C | C | T | C | T | C | T | T | C  | T  | C  | T  | T  | C  | T  | C  | T  | C  | C  | T  | C  |
| Risultato | V | V | V | V | V | V | V | V | V | V  | V  | V  | V  | V  | V  | V  | V  | V  | V  | V  | V  | V  |
| Posizione | 1 | 1 | 1 | 1 | 1 | 1 | 1 | 1 | 1 | 1  | 1  | 1  | 1  | 1  | 1  | 1  | 1  | 1  | 1  | 1  | 1  | 1  |

Legenda:

Luogo: C = Casa; T = Trasferta. Risultato: V = Vittoria; N = Pareggio; P = Sconfitta.

### Statistiche delle giocatrici
| Giocatore         | Serie A  | Serie A | Serie A     | Serie A    | Coppa Italia | Coppa Italia | Coppa Italia | Coppa Italia | Supercoppa italiana | Supercoppa italiana | Supercoppa italiana | Supercoppa italiana | UEFA Champions League | UEFA Champions League | UEFA Champions League | UEFA Champions League | Totale   | Totale | Totale      | Totale     |
| Giocatore         | Presenze | Reti    | Ammonizioni | Espulsioni | Presenze     | Reti         | Ammonizioni  | Espulsioni   | Presenze            | Reti                | Ammonizioni         | Espulsioni          | Presenze              | Reti                  | Ammonizioni           | Espulsioni            | Presenze | Reti   | Ammonizioni | Espulsioni |
| ----------------- | -------- | ------- | ----------- | ---------- | ------------ | ------------ | ------------ | ------------ | ------------------- | ------------------- | ------------------- | ------------------- | --------------------- | --------------------- | --------------------- | --------------------- | -------- | ------ | ----------- | ---------- |
| M. Alves          | 15       | 3       | 2           | 0          | 6            | 2            | 0            | 0            | 1                   | 0                   | 0                   | 0                   | 2                     | 0                     | 0                     | 0                     | 24       | 5      | 2           | 0          |
| D. Bačić          | 5        | -3      | 0           | 0          | 2            | -5           | 0            | 0            | 1                   | -1                  | 0                   | 0                   | 1                     | -3                    | 0                     | 0                     | 9        | -12    | 0           | 0          |
| A.I. Berti        | 9        | 0       | 0           | 0          | 2            | 0            | 0            | 0            | 0                   | 0                   | 0                   | 0                   | 0                     | 0                     | 0                     | 0                     | 11       | 0      | 0           | 0          |
| L. Boattin        | 22       | 0       | 2           | 0          | 5            | 1            | 0            | 0            | 2                   | 0                   | 0                   | 0                   | 2                     | 0                     | 0                     | 0                     | 31       | 1      | 2           | 0          |
| B. Bonansea       | 19       | 8       | 1           | 0          | 4            | 3            | 1            | 0            | 2                   | 3                   | 0                   | 0                   | 2                     | 0                     | 1                     | 0                     | 27       | 14     | 3           | 0          |
| S. Caiazzo        | 1        | 0       | 0           | 0          | 2            | 0            | 0            | 0            | -                   | -                   | -                   | -                   | 0                     | 0                     | 0                     | 0                     | 3        | 0      | 0           | 0          |
| A. Caruso         | 20       | 7       | 3           | 0          | 4            | 0            | 1            | 0            | 2                   | 0                   | 1                   | 0                   | 2                     | 0                     | 1                     | 0                     | 28       | 7      | 6           | 0          |
| V. Cernoia        | 16       | 5       | 4           | 0          | 5            | 1            | 0            | 0            | 1                   | 0                   | 0                   | 0                   | 2                     | 0                     | 0                     | 0                     | 24       | 6      | 4           | 0          |
| A. Galli          | 13       | 1       | 0           | 0          | 1            | 0            | 0            | 0            | 2                   | 0                   | 0                   | 0                   | 2                     | 0                     | 0                     | 0                     | 18       | 1      | 0           | 0          |
| S. Gama           | 10       | 1       | 0           | 0          | 4            | 1            | 0            | 0            | 1                   | 0                   | 0                   | 0                   | 2                     | 0                     | 0                     | 0                     | 17       | 2      | 0           | 0          |
| A. Giai           | 1        | 0       | 0           | 0          | 2            | 0            | 0            | 0            | -                   | -                   | -                   | -                   | 0                     | 0                     | 0                     | 0                     | 3        | 0      | 0           | 0          |
| M. Giordano       | 5        | 0       | 0           | 0          | 3            | 0            | 0            | 0            | 0                   | 0                   | 0                   | 0                   | 0                     | 0                     | 0                     | 0                     | 8        | 0      | 0           | 0          |
| C. Girelli        | 21       | 22      | 1           | 0          | 4            | 3            | 1            | 0            | 2                   | 1                   | 0                   | 0                   | 2                     | 0                     | 0                     | 0                     | 29       | 26     | 2           | 0          |
| L. Giuliani       | 19       | -7      | 0           | 0          | 3            | -4           | 0            | 0            | 1                   | 0                   | 0                   | 0                   | 1                     | -3                    | 0                     | 0                     | 24       | -14    | 0           | 0          |
| T. Hyyrynen       | 15       | 1       | 1           | 0          | 4            | 0            | 0            | 0            | 2                   | 0                   | 0                   | 0                   | 2                     | 0                     | 0                     | 0                     | 23       | 1      | 1           | 0          |
| L. Hurtig         | 15       | 7       | 0           | 0          | 4            | 1            | 1            | 0            | 2                   | 0                   | 0                   | 0                   | 2                     | 1                     | 0                     | 0                     | 23       | 9      | 1           | 0          |
| D. Ippólito       | 4        | 0       | 0           | 0          | 2            | 1            | 0            | 0            | -                   | -                   | -                   | -                   | 0                     | 0                     | 0                     | 0                     | 6        | 1      | 0           | 0          |
| M. Lundorf        | 19       | 1       | 2           | 0          | 5            | 0            | 0            | 0            | 1                   | 0                   | 0                   | 0                   | 0                     | 0                     | 0                     | 0                     | 25       | 1      | 2           | 0          |
| V. Panzeri        | -        | -       | -           | -          | -            | -            | -            | -            | -                   | -                   | -                   | -                   | -                     | -                     | -                     | -                     | -        | -      | -           | -          |
| S. Junge Pedersen | 14       | 3       | 2           | 0          | 3            | 1            | 0            | 0            | 2                   | 0                   | 0                   | 0                   | -                     | -                     | -                     | -                     | 19       | 4      | 2           | 0          |
| M. Rosucci        | 19       | 0       | 3           | 0          | 5            | 0            | 1            | 0            | 2                   | 0                   | 0                   | 0                   | 1                     | 0                     | 0                     | 0                     | 27       | 0      | 4           | 0          |
| C. Salvai         | 14       | 1       | 0           | 0          | 2            | 1            | 0            | 0            | 2                   | 0                   | 0                   | 0                   | 1                     | 0                     | 0                     | 0                     | 19       | 2      | 0           | 0          |
| L. Sembrant       | 19       | 3       | 2           | 0          | 5            | 1            | 0            | 0            | 1                   | 0                   | 0                   | 0                   | 2                     | 0                     | 0                     | 0                     | 27       | 4      | 2           | 0          |
| V. Soggiu         | 0        | 0       | 0           | 0          | 0            | 0            | 0            | 0            | -                   | -                   | -                   | -                   | -                     | -                     | -                     | -                     | 0        | 0      | 0           | 0          |
| A. Stašková       | 22       | 8       | 0           | 0          | 6            | 5            | 0            | 0            | 2                   | 0                   | 0                   | 0                   | 2                     | 0                     | 0                     | 0                     | 32       | 13     | 0           | 0          |
| S. Tasselli       | 0        | 0       | 0           | 0          | 1            | -1           | 0            | 0            | 0                   | 0                   | 0                   | 0                   | 0                     | 0                     | 0                     | 0                     | 1        | -1     | 0           | 0          |
| A. Zamanian       | 19       | 2       | 0           | 0          | 4            | 2            | 1            | 0            | 1                   | 0                   | 0                   | 0                   | 1                     | 0                     | 0                     | 0                     | 25       | 4      | 1           | 0          |

## Giovanili

### Organigramma
Area tecnica
- Under-19
  - Allenatore: Silvia Piccini[28]

### Piazzamenti
- Under-19:
  - Campionato: finale[29]